# San Andrés (La Rioja)
San Andrés es una localidad de la comunidad autónoma de La Rioja, perteneciente al municipio de Lumbreras de Cameros, del cual dista 7,5 km. 

## Historia
Aparece en el mapa de Tomás López de los partidos de Logroño y Santo Domingo de la Calzada, y en la lista de los pueblos de la provincia de Logroño.
Tras la construcción del embalse de Pajares recibió parte de la población de la aldea vecina de Pajares.

## Demografía
En el siglo XVI tenía 40 vecinos, 200 almas. En el Diccionario Geográfico de Barcelona de 1830, aparece con 64 vecinos, 320 almas.
San Andrés (La Rioja) contaba a 1 de enero de 2020 con una población de 31 habitantes, 19 hombres y 12 mujeres.
| Gráfica de evolución demográfica de San Andrés (La Rioja) entre 2001 y 2020                      |
|                                                                                                  |
| Población de derecho (2001-2010) según los censos de población del INE a 1 de enero de cada año. |

## Lugares de interés

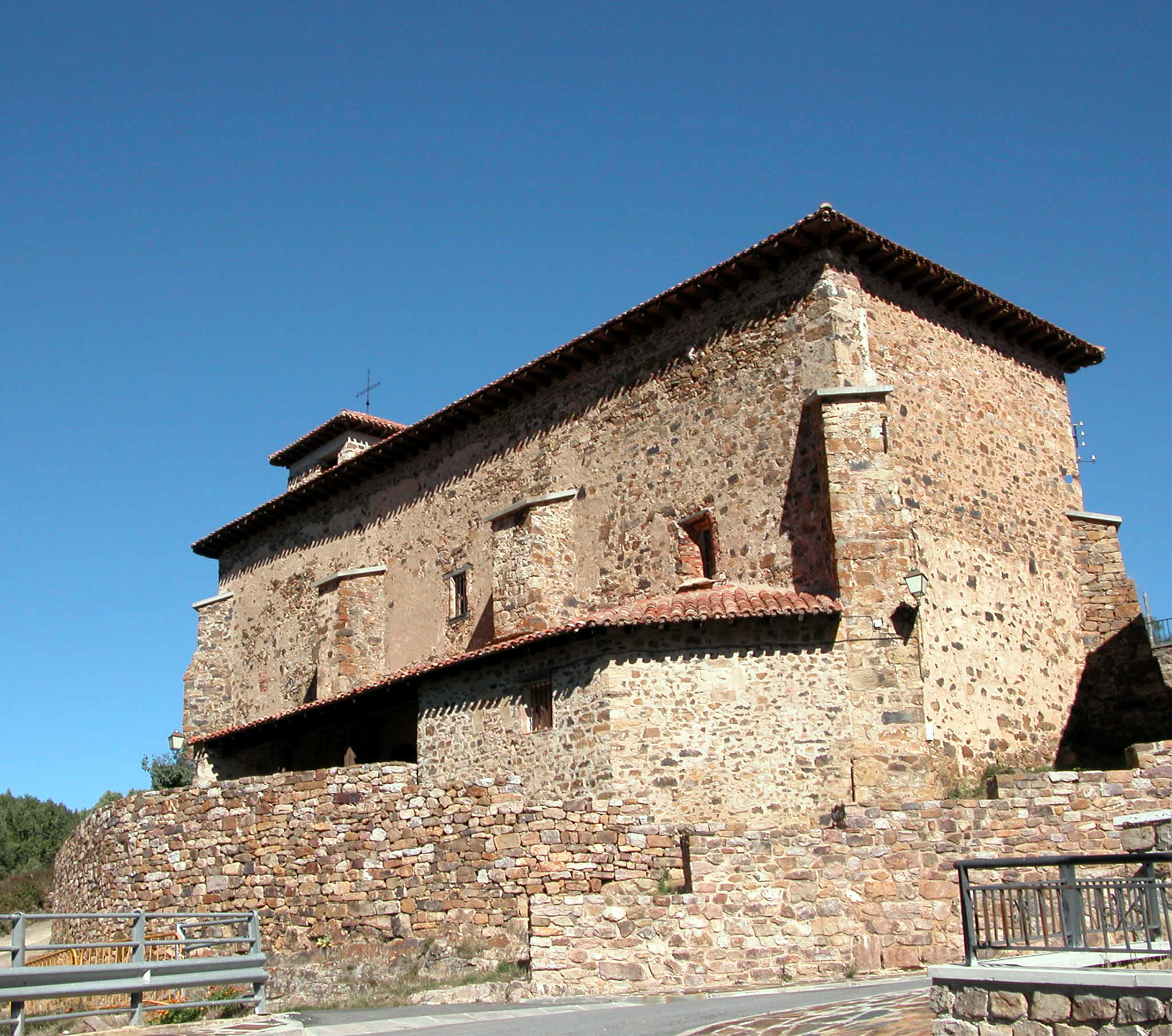
Iglesia parroquial.

### Museos
- Museo etnográfico, dedicado a los usos y costumbres cameranas.

### Edificios religiosos
- Iglesia parroquial, construcción gótica de los siglos XIV y XV, con torre y sacristia del siglo XVII.

## Fiestas
- San Andrés, celebrada el 30 de noviembre con bendición de acebo.
- Santa Isabel, 2 de julio se ha trasladado al fin de semana más próximo.